# 水野宗徳
水野 宗徳（みずの むねのり、1972年8月1日 - ）は、放送作家・脚本家・小説家。愛知県名古屋市出身。ドラマデザイン社所属。

## 略歴
愛知県立春日井東高等学校、愛知大学経済学部卒業。大学在学中は落語研究会に所属し、そこで知り合った毛利祐三と漫才コンビを組んで各種の賞を受賞。「お笑いサラダ」というコンビ名で太田プロダクションに所属し、コンビ解散後の1996年に放送作家としてデビュー。『笑っていいとも!』をはじめ多くのバラエティ番組に携わるほか、ドラマの脚本、アニメ『ドラえもん』のシリーズ構成を務めるなど幅広く活躍している。
ドキュメンタリー番組も数多く手がけ、『ママからの手紙』（福井テレビ）で第38回放送文化基金賞を受賞。構成メンバーとして参加した『ワンステップ!』（TBS）で2009年ギャラクシー賞を受賞。
また、『おっぱいバレー』で小説家デビューし、2009年に綾瀬はるか主演で映画化された。2010年には戦時中の軍犬をテーマに描いた『さよなら、アルマ』がNHKでドラマ化された。

## 担当番組
- 学べる!!ニュースショー!（テレビ朝日）
- やぐちひとり（テレビ朝日）
- 大人の山歩き-自分に出会える百名山-（テレビ朝日）
- 情熱大陸（毎日放送）
- 笑っていいとも!増刊号（フジテレビ）
- 一攫千金!日本ルー列島!（フジテレビ）
- ホンネの殿堂!!紳助にはわかるまいっ（フジテレビ）
- 金曜日のキセキ（フジテレビ）
- オリキュン（フジテレビ）
- 江原啓之スペシャル 天国からの手紙（フジテレビ）
- 巷のリアルTV カミングアウト!（フジテレビ）
- ワンステップ!（TBS）
- 悠遊!オフタイム（BS朝日）
- 双方向クイズ にっぽん力（NHK）
- 期間限定!ピカピカ天王洲LIVE（テレビ東京）
- How to モンキーベイビー!（TOKYO MX）

## 脚本
- 独身3!!（テレビ朝日）
- 金曜エンタテイメント　京都喰い道楽 古本屋探偵ミステリー(1)（2002年、フジテレビ）
- 金曜エンタテイメント　京都食い道楽!古本屋探偵ミステリー(2)（2004年、フジテレビ）
- 14ヶ月〜妻が子供に還っていく〜（2003年、読売テレビ） - 構成
- TRAPPING HOUSE（舞台、2004年）
- ドラえもん（2007年、テレビ朝日） - 構成
- シャカリキ!（映画、2008年）
- 息もできない夏（2012年、フジテレビ）
- BARレモン・ハート（2015年、BSフジ）

## 映画
- 手紙（2006年） - 漫才監修
- クレヨンしんちゃん 新婚旅行ハリケーン 〜失われたひろし〜（2019年） - 脚本

## 著書
- 小説「おっぱいバレー」
- 小説「おっぱいバレー（2）恋のビーチバレーボール編」
- 小説「さよなら、アルマ」
- 小説「チョコレートTV」